# Sei Fuwa
Sei Fuwa (不破 整 Fuwa Sei?), var en japansk fotbollsspelare.
I augusti 1936 blev han uttagen i Japans trupp till fotbolls-OS 1936.